# Freccia Vallone 2004
La Freccia Vallone 2004, sessantottesima edizione della corsa, si svolse il 21 aprile 2004 per un percorso di 199,5 km da Charleroi al muro di Huy. Fu vinta dall'italiano Davide Rebellin, al traguardo in 4h31'33" alla media di 44,08 km/h.
Dei 193 ciclisti alla partenza da Charleroi furono in 119 a portare a termine il percorso.

## Squadre e corridori partecipanti
| N.      | Cod. | Squadra                           |
| ------- | ---- | --------------------------------- |
| 1-8     | SAE  | Saeco Macchine per Caffè          |
| 11-18   | CSC  | Team CSC                          |
| 21-28   | RAB  | Rabobank                          |
| 31-38   | QSD  | Quick Step-Davitamon              |
| 41-48   | TMO  | T-Mobile Team                     |
| 51-58   | GST  | Gerolsteiner                      |
| 61-68   | LOT  | Lotto-Domo                        |
| 71-78   | USP  | US Postal Service p/b Berry Floor |
| 81-88   | FAS  | Fassa Bortolo                     |
| 91-98   | IBB  | Illes Balears-Banesto             |
| 101-108 | SDV  | Saunier Duval-Prodir              |
| 111-118 | ALB  | Alessio-Bianchi                   |
| 121-128 | EUS  | Euskaltel-Euskadi                 |

| N.      | Cod. | Squadra                            |
| ------- | ---- | ---------------------------------- |
| 131-138 | LST  | Liberty Seguros                    |
| 141-148 | MRB  | Mr Bookmaker.com-Palmans           |
| 151-158 | A2R  | AG2R Prévoyance                    |
| 161-168 | FDJ  | fdjeux.com                         |
| 171-178 | PHO  | Phonak Hearing Systems             |
| 181-188 | BLB  | Brioches La Boulangère             |
| 191-198 | LAN  | Landbouwkrediet-Colnago            |
| 201-208 | CHO  | Chocolade Jacques-Wincor           |
| 211-218 | C.A  | Crédit Agricole                    |
| 221-228 | LAM  | Lampre                             |
| 231-238 | VIN  | Vini Caldirola-Nobili Rubinetterie |
| 241-248 | DVE  | Domina Vacanze                     |

## Ordine d'arrivo (Top 10)
| Pos. | Corridore           | Squadra      | Tempo    |
| ---- | ------------------- | ------------ | -------- |
| 1    | Davide Rebellin     | Gerolsteiner | 4h31'33" |
| 2    | Danilo Di Luca      | Saeco        | a 3"     |
| 3    | Matthias Kessler    | T-Mobile     | a 9"     |
| 4    | Michele Scarponi    | Domina Vac.  | a 12"    |
| 5    | Aleksandr Vinokurov | T-Mobile     | a 16"    |
| 6    | Andreas Klöden      | T-Mobile     | a 18"    |
| 7    | Frank Vandenbroucke | Mr Bookmaker | s.t.     |
| 8    | Marcos Serrano      | Liberty Seg. | s.t.     |
| 9    | Markus Zberg        | Gerolsteiner | a 20"    |
| 10   | Manuel Beltrán      | US Postal    | s.t.     |